# Anneliese Schuh-Proxauf
Anneliese Schuh-Proxauf (ur. 10 marca 1922 w Innsbrucku, zm. 17 listopada 2020 tamże) – austriacka narciarka alpejska reprezentująca także III Rzeszę.

## Kariera
Wystartowała we wszystkich trzech konkurencjach na igrzyskach olimpijskich w Sankt Moritz w 1948 roku. Starty rozpoczęła od zajęcia siedemnastego miejsca w zjeździe. Następnie zajęła siódme miejsce w kombinacji, a dzień później rywalizację w slalomie ukończyła na szóstej pozycji. Podczas rozgrywanych dwa lata później mistrzostw świata w Aspen była czwarta w zjeździe i slalomie, przegrywając walkę o podium odpowiednio z Francuzką Georgette Thiollière i Włoszką Celiną Seghi. Zajęła tam także piąte miejsce w gigancie.
Schuh-Proxauf wystartowała także mistrzostwach świata Cortina d'Ampezzo w 1941 roku, zdobywając brązowe medale w zjeździe, slalomie i kombinacji, jednak w 1946 roku Międzynarodowa Federacja Narciarska uznała te mistrzostwa za niebyłe. Ponadto Proxauf wygrała rozgrywane w Kitzbühel zawody Hahnenkamm Rennen, wygrywając zarówno zjazd, jak i slalom oraz kombinację. Dwa lata później była najlepsza w zjeździe podczas zawodów Arlberg-Kandahar w Chamonix. Była również czterokrotną mistrzynią Austrii.
Jej siostra, Rosemarie Proxauf, także uprawiała narciarstwo alpejskie.

## Osiągnięcia

### Igrzyska olimpijskie
| Miejsce | Dzień    | Rok  | Miejscowość  | Konkurencja | Czas biegu | Strata    | Zwyciężczyni     |
| ------- | -------- | ---- | ------------ | ----------- | ---------- | --------- | ---------------- |
| 17.     | 2 lutego | 1948 | Sankt Moritz | Zjazd       | 2:28,3     | +10,7     | Hedy Schlunegger |
| 5.      | 4 lutego | 1948 | Sankt Moritz | Kombinacja  | 6,58 pkt   | +3,18 pkt | Trude Beiser     |
| 6.      | 5 lutego | 1948 | Sankt Moritz | Slalom      | 1:57,2     | +9,5      | Gretchen Fraser  |

### Mistrzostwa świata
| Miejsce | Dzień     | Rok  | Miejscowość  | Konkurencja | Czas biegu | Strata    | Zwyciężczyni        |
| ------- | --------- | ---- | ------------ | ----------- | ---------- | --------- | ------------------- |
| 17.     | 2 lutego  | 1948 | Sankt Moritz | Zjazd       | 2:28,3     | +10,7     | Hedy Schlunegger    |
| 5.      | 4 lutego  | 1948 | Sankt Moritz | Kombinacja  | 6,58 pkt   | +3,18 pkt | Trude Beiser        |
| 6.      | 5 lutego  | 1948 | Sankt Moritz | Slalom      | 1:57,2     | +9,5      | Gretchen Fraser     |
| 5.      | 13 lutego | 1950 | Aspen        | Gigant      | 1:29,6     | +2,3      | Dagmar Rom          |
| 4.      | 15 lutego | 1950 | Aspen        | Slalom      | 1:47,8     | +2,1      | Dagmar Rom          |
| 4.      | 17 lutego | 1950 | Aspen        | Zjazd       | 2:06,6     | +2,0      | Trude Jochum-Beiser |